# Ancognatha horrida
Ancognatha horrida är en skalbaggsart som beskrevs av S. Endrödi 1967. Ancognatha horrida ingår i släktet Ancognatha och familjen Dynastidae. Inga underarter finns listade i Catalogue of Life.